# Kuruvelu, Tumkur
Kuruvelu là một làng thuộc tehsil Tumkur, huyện Tumkur, bang Karnataka, Ấn Độ.